# Montloué
Montloué är en kommun i departementet Aisne i regionen Hauts-de-France i norra Frankrike. Kommunen ligger  i kantonen Rozoy-sur-Serre som ligger i arrondissementet Laon. År 2022 hade Montloué 193 invånare.

## Befolkningsutveckling
Antalet invånare i kommunen Montloué
Referens: INSEE